# Athlon 64 FX
Athlon 64 FX（アスロン ろくじゅうよん エフエックス）は、アドバンスト・マイクロ・デバイセズが2003年9月23日に発表した、x86_64互換のマイクロプロセッサである。
AMD-K8マイクロアーキテクチャによるプロセッサの上位モデル。同じK8マイクロアーキテクチャの製品にはOpteron、Athlon 64、Sempronなどがある。

## 概要

### Athlon 64 FXの位置づけ
AMDはAMD-K7マイクロアーキテクチャによるAthlonなどの製品を製造していた。これによりAMDは業界トップで競合するインテルのPentium IIIプロセッサに肉薄するまでになった。しかしインテルが新たに開発したNetBurstマイクロアーキテクチャによるPentium 4プロセッサの発売により、その地位が脅かされることとなった。K7の後継となるK8マイクロアーキテクチャ製品で挽回を目指すものの、開発の遅れにより挽回は容易ではなくなってきた。そこで限定的にでもインテル製品を超える製品を販売することで名目上の業界トップの地位を確保することを決めた。それが普及製品Athlon 64に対する当Athlon 64 FXである。Athlon 64 FXのFXとは、SFXを意味しているとAMDは述べており、動画製作に適しているものとしていた。
具体的内容は、OpteronのSledgehammerコアを採用し、Opteronと同じSocket 940に対応していた。その為、ユニプロセッサ向けのOpteron 100に類似性が見出せ、そのため、全体的な構成としてはAthlon 64よりもOpteronに近いと言える。しかし外部接続を行うシステムバスに使用するHyperTransportポートは、マルチプロセッサを想定しているOpteronの3本に対して、ユニプロセッサ専用のAthlon 64とAthlon 64 FXは1本に削減されている。また、Opteronは動作の信頼性を重視してメインメモリにレジスタードメモリを必要としていたことから、Athlon 64 FXもレジスタードメモリを使用する必要があった。ただし、競合するインテルのPentium 4プロセッサを採用するシステムはメインメモリのメモリチップにDDR400を採用することから、競合させるためにAthlon 64 FXはレジスタードでDDR400のメモリチップを採用することとなったが、レジスタードでDDR400のメモリチップは規格そのものが存在しなかった。Pentium 4を超える仕様にする為の苦肉の策が窺える。
当初、Athlon 64は競合させるPentium 4と同じシングルチャンネルメモリを採用していたが、インテルはPentium 4にデュアルポートメモリを普及させたことで、競合させていたAthlon 64もデュアルポートに移行する必要に迫られる。当初、Athlon 64 FXはOpteronと同じデュアルポートのSocket 940に対応するパッケージを採用していたが、サーバ・ワークステーション向けとされていたSocket 940では利用できるマザーボードが高信頼性ではあるものの高額で且つ種類が少ないという問題があり、Athlon 64は対応するソケットをSocket 939に移行することでAthlon 64 FXもSocket 939により同じマザーボードが利用できるようになった。これにより対応メモリはアンバッファードのものに変更され、Athlon 64 FXはAthlon 64の単純高性能版として位置付けられるようになった。
Toledo世代以降ではデュアルコア化されることとなったが、これは当初の計画通りではなかった。当初の予定ではToledoでAthlon 64 FXをデュアルコア化を計画していた。Athlon 64 FXのFXはSFXを意味していたが、マルチプロセッシングで容易に処理能力を向上が可能なSFX処理を行うにはAthlon 64 FXではなくOpteronが得意とするものであった。Athlon 64 FXは実際にはシングルプロセッシングを得意とすることから、ゲーム用途に最適と考えられるようになった。デュアルコア化にともなう消費電力と発熱によりシングルプロセッシング能力は引き下げざるを得ず、そこでまずAthlon 64 FXではなくその低位製品であるAthlon 64の一部をAthlon 64 X2としてデュアルコア化を行った。これによりAthlon 64の名を冠する製品には二つのトップブランドが存在することとなった。
そしてゲームソフトウェアのマルチコアの対応などを待って十分な期間を置いた後、Athlon 64 FXもデュアルコア化を行った。これによりAthlon 64 FXはAthlon 64を冠するブランドの最上位製品として返り咲くこととなった。
その後、市場の趨勢がDDR2メモリへ移行するに伴い、DDR2に対応するSocket AM2にWindsor世代で対応した。AMD Virtualization（略称AMD－V）にも対応した。

### Quad FX
インテルはコンシューマブランド製品であるCore 2 Extreme QX6700およびCore 2 Quadでクアッドコア化したことにより、Athlon 64 FXもクアッドコア化の必要に迫られた。しかし現行のAMD-K8マイクロアーキテクチャ製品では1個のプロセッサでクアッド（4個）コア化は難しいことからデュアルコアをデュアルプロセッサ運用することでクアッド化する方式を採用した。
現在では、Quad FX対応のAthlon 64 FXでは、デュアルプロセッサ構成となっており、対応ソケットがOpteronと同じSocket F（Quad FX専用）に変更、HyperTransportも3本に増加されたが、アンバッファードメモリで動作するという相違点がある。クアッドコアのCore 2と価格的に競合させるために、2個1セットでクアッドコアのCore 2プロセッサと同等という価格設定されており、他のAMD製品と比較すると割安な価格設定となっている。
しかし、AMDはシングルコアのダイ（半導体）を2個を1個のプロセッサ上に実装することでデュアルコア、デュアルコアのダイを2個実装することでクアッドコア化していたインテルの方法を激しく批判していたことから、同様にデュアルコアを2個でクアッド化しているAMD自身の言動に批判が起きている。消費電力の面でも1個で限界に近い状態と考えられていたものを2個使用することから、非現実的で販売量は極めて限られる。また、Windows Vistaの場合、Home Basicおよび同Home Premium の各Editionではマルチプロセッサには対応していない為、Windows Vista Businessや同Ultimate等のEditionを使用する必要がある。

## デスクトップ向けラインナップ
以下、CPUコアの名称はAMD内部での開発コードネームである。

### K8世代
Sledgehammer
2003年9月発表。130nm SOIで作成された初代Athlon 64 FXプロセッサ。このモデルはOpteronと同じSocket 940上で動作し、レジスタードメモリを必要とするため、Athlon 64よりはむしろOpteronに近いといえる。
- 製造プロセス: 130nm SOI
- 拡張命令: MMX, Extended 3DNow!, SSE, SSE2,  AMD64
- 対応ソケット: Socket 940

| 型番 | CPU                   | CPU            | CPU               | TDP (W) | 対応メモリ | HT (MHz) |
| 型番 | コア数 （スレッド数） | クロック (GHz) | L2キャッシュ (MB) | TDP (W) | 対応メモリ | HT (MHz) |
| ---- | --------------------- | -------------- | ----------------- | ------- | ---------- | -------- |
| 53   | 1 (1)                 | 2.4            | 1                 | 89      | DDR-400    | 800      |
| 51   | 1 (1)                 | 2.2            | 1                 | 89      | DDR-400    | 800      |

Clawhammer
2004年6月発表。130nm SOIで作成されたAthlon 64 FXプロセッサ。基本的にClawhammer世代Athlon 64と同じ。また、ソケット形状がSocket 939に変更されており、アンバッファードメモリに変更された。
- 製造プロセス: 130nm SOI
- 拡張命令: MMX, Extended 3DNow!, SSE, SSE2,  AMD64
- 対応ソケット: Socket 939

| 型番 | CPU                   | CPU            | CPU               | TDP (W) | 対応メモリ | HT (MHz) |
| 型番 | コア数 （スレッド数） | クロック (GHz) | L2キャッシュ (MB) | TDP (W) | 対応メモリ | HT (MHz) |
| ---- | --------------------- | -------------- | ----------------- | ------- | ---------- | -------- |
| 55   | 1 (1)                 | 2.6            | 1                 | 104     | DDR-400    | 1000     |
| 53   | 1 (1)                 | 2.4            | 1                 | 89      | DDR-400    | 1000     |

San Diego
2005年4月発表。90nm SOIで作成されたAthlon 64 FXプロセッサ。基本的にSan Diego世代Athlon 64と同じ。
- 製造プロセス: 90nm SOI
- 拡張命令: MMX, Extended 3DNow!, SSE, SSE2, SSE3, AMD64, Cool'n'Quiet, NX Bit
- 対応ソケット: Socket 939

| 型番 | CPU                   | CPU            | CPU               | TDP (W) | 対応メモリ | HT (MHz) |
| 型番 | コア数 （スレッド数） | クロック (GHz) | L2キャッシュ (MB) | TDP (W) | 対応メモリ | HT (MHz) |
| ---- | --------------------- | -------------- | ----------------- | ------- | ---------- | -------- |
| 57   | 1 (1)                 | 2.8            | 1                 | 104     | DDR-400    | 1000     |
| 55   | 1 (1)                 | 2.6            | 1                 | 104     | DDR-400    | 1000     |

Toledo
2006年1月発表。90nm SOIで作成されたデュアルコアAthlon 64 FXプロセッサ。Athlon 64 FXプロセッサとしては初のデュアルコアプロセッサとなった。基本的な仕様はToledo世代のAthlon 64 X2と同じ。
- 製造プロセス: 90nm SOI
- 拡張命令: MMX, Extended 3DNow!, SSE, SSE2, SSE3, AMD64, Cool'n'Quiet, NX Bit
- 対応ソケット: Socket 939

| 型番 | CPU                   | CPU            | CPU               | TDP (W) | 対応メモリ | HT (MHz) |
| 型番 | コア数 （スレッド数） | クロック (GHz) | L2キャッシュ (MB) | TDP (W) | 対応メモリ | HT (MHz) |
| ---- | --------------------- | -------------- | ----------------- | ------- | ---------- | -------- |
| 60   | 2 (2)                 | 2.6            | 2                 | 110     | DDR-400    | 1000     |

Windsor
2006年5月発表。90nm SOIで作成されたデュアルコアAthlon 64 FXプロセッサ。ソケット形状がSocket AM2に変更され、メモリもDDR2 SDRAMに変更された。基本的な仕様はWindsor世代のAthlon 64 X2と同じ。
- 製造プロセス: 90nm SOI
- 拡張命令: MMX, Extended 3DNow!, SSE, SSE2, SSE3, AMD64, Cool'n'Quiet, NX Bit, AMD Virtualization
- 対応ソケット: Socket AM2

| 型番 | CPU                   | CPU            | CPU               | TDP (W) | 対応メモリ | HT (MHz) |
| 型番 | コア数 （スレッド数） | クロック (GHz) | L2キャッシュ (MB) | TDP (W) | 対応メモリ | HT (MHz) |
| ---- | --------------------- | -------------- | ----------------- | ------- | ---------- | -------- |
| 62   | 2 (2)                 | 2.8            | 2                 | 125     | DDR2-800   | 1000     |

Windsor (Quad FX)
2006年11月発表。90nm SOIで作成されたデュアルコアおよびデュアルプロセッサ専用のAthlon 64 FXプロセッサ。基本的にWindsor世代のAthlon 64 FXおよびAthlon 64 X2と同じだが、デュアルプロセッサに対応するため、HyperTransportインターフェイスが3本に増加し、ソケット形状がOpteronと同じSocket Fに変更され、全体的にOpteronに近い構成となったが、レジスタードメモリではなく、アンバッファードメモリを用いる。
- 製造プロセス: 90nm SOI
- 拡張命令: MMX, Extended 3DNow!, SSE, SSE2, SSE3, AMD64, Cool'n'Quiet, NX Bit, AMD Virtualization
- 対応ソケット: Socket F

| 型番 | CPU                   | CPU            | CPU               | TDP (W) | 対応メモリ | HT (MHz) |
| 型番 | コア数 （スレッド数） | クロック (GHz) | L2キャッシュ (MB) | TDP (W) | 対応メモリ | HT (MHz) |
| ---- | --------------------- | -------------- | ----------------- | ------- | ---------- | -------- |
| 74   | 2 (2)                 | 3.0            | 2                 | 125     | DDR2-800   | 1000     |
| 72   | 2 (2)                 | 2.8            | 2                 | 125     | DDR2-800   | 1000     |
| 70   | 2 (2)                 | 2.6            | 2                 | 125     | DDR2-800   | 1000     |